# Sitaris pectoralis
Sitaris pectoralis là một loài bọ cánh cứng trong họ Meloidae. Loài này được Bates miêu tả khoa học năm 1879.